# Челюскинская (платформа)
Челю́скинская — остановочный пункт Ярославского направления Московской железной дороги в городе Мытищи одноимённого городского округа Московской области. Названа по микрорайону Челюскинскому, также известному под названиями посёлок Старых большевиков, Сосновый Бор (не путать с посёлком Челюскинский Пушкинского района).
Открыта не позднее 1934 года.
На остановочном пункте имеется три пассажирские платформы, не оборудованные турникетами: № 1 боковая, с билетной кассой для обслуживания пассажиров, № 2 и 3 островные, соединены подземным пешеходным переходом. В связи с прокладкой нового пути в 2016 году начаты работы по реконструкции: была возведена третья боковая платформа с восточной стороны. Автомобильный переезд севернее платформы закрыт.
Выход на Привокзальную улицу и к проспекту Старых Большевиков микрорайона Челюскинского. В пешеходной доступности от остановочного пунта находятся санаторий «Подлипки», стрельбище ДОСААФ России.